# Jean Billot
L'abbé Jean Billot, né à Dole (Jura) en 1709 et mort en 1767, est un prédicateur, ancien directeur du séminaire de Besançon et curé de Malange.
A publié, Les Prônes de l’abbé Billot. 
L'ouvrage, publié pour la première fois en 1771, est un document de première main en ce qui concerne l'histoire culturelle et l'étude du message de l'Église adressé aux fidèles au XVIIIe siècle : « Les méchants liés comme des faisceaux seront précipités dans le fond des Enfers. Telle est la fin malheureuse des pécheurs : un Enfer éternel ; voilà le terme fatal où doivent aboutir leur vie criminelle, leurs joies, leurs plaisirs; telle est déjà la triste destinée de ceux qui sont morts dans la disgrâce de Dieu. Telle sera la vôtre, pécheurs qui m'écoutez, si vous ne vous convertissez ».

## Pour approfondir